# Always and Forever (álbum de Alien Ant Farm)
Always and Forever es el quinto álbum de estudio del grupo de rock estadounidense Alien Ant Farm, que fue publicado el 20 de febrero de 2015 por Executive Music Group.
El álbum fue producido por Johnny K y Nathaniel Williams Jr., y contiene trece canciones, incluyendo dos sencillos, «Let 'Em Know», que se lanzó el 1 de mayo de 2013, y «Homage», que se lanzó el 2 de septiembre de 2014. Este último fue transmitido por radio el 23 de septiembre de 2014.

## Lista de canciones
Todas las canciones escritas por Alien Ant Farm.

| CD    |                            |          |  |
| N.º   | Título                     | Duración |  |
| 1.    | «Yellow Pages»             | 3:15     |  |
| 2.    | «Simpatico»                | 3:26     |  |
| 3.    | «Burning»                  | 3:13     |  |
| 4.    | «Let 'Em Know»             | 3:15     |  |
| 5.    | «Our Time»                 | 3:44     |  |
| 6.    | «Homage»                   | 4:11     |  |
| 7.    | «Sidelines»                | 3:43     |  |
| 8.    | «Little Things (Physical)» | 3:23     |  |
| 9.    | «Crazy Love»               | 3:42     |  |
| 10.   | «American Pie»             | 3:52     |  |
| 11.   | «Godlike»                  | 3:30     |  |
| 12.   | «Better Weather»           | 3:58     |  |
| 13.   | «Dirty Bomb»               | 3:55     |  |
| 47:07 |                            |          |  |